# Gertrud Bergmann (Schauspielerin)
Gertrud Bergmann (* 11. März 1899 in Dresden; † 21. August 1970 in Halle/Saale) war eine deutsche Schauspielerin und Hörspielsprecherin.

## Leben
Über das Leben der 1899 geborenen Gertrud Johanna Bergmann (Geburtsname) sind nur lückenhafte Informationen vorhanden. Sie feierte ihr Schauspieldebüt 1920 in Frankfurt am Main. Nach Engagements an mehreren anderen Bühnen, so auch in Dresden, Darmstadt und in Zürich, begann 1938 ihre über 30-jährige Zugehörigkeit zum Stadttheater bzw. Landestheater Halle. In zwei Spielfilmen der DEFA und einigen Produktionen des Deutschen Fernsehfunks stand sie vor der Kamera. In zwei Hörfunkproduktionen der Mitteldeutsche Rundfunk AG und des Rundfunks der DDR wirkte sie als Sprecherin mit.
Gertrud Bergmann verstarb im Jahr 1970, kurz vor ihrem 50. Bühnenjubiläum, im Alter von 70 Jahren.

## Filmografie
- 1951: Der Untertan
- 1957: Rivalen am Steuer
- 1962: Die Nacht an der Autobahn (Fernsehfilm)
- 1966: Zeugen (Fernsehspiel)

## Theater
- 1929: Hans José Rehfisch: Der Frauenarzt – Regie: Paul Wiecke (Komödienhaus Dresden)
- 1939: Friedrich Hebbel: Die Nibelungen – Regie: ? (Landestheater Darmstadt im Cornelianum Worms)
- 1945: Gotthold Ephraim Lessing: Nathan der Weise – Regie: Karl Kendzia (Städtische Bühnen Halle)
- 1945: Molière: Der eingebildete Kranke – Regie: Wilhelm Gröhl (Städtische Bühnen Halle)
- 1946: Curt Goetz: Ingeborg – Regie: Hans-Georg Rudolph (Städtische Bühnen Halle)
- 1946: Friedrich Schiller: Don Karlos – Regie: Hans-Georg Rudolph (Städtische Bühnen Halle)
- 1946: Alexander Ostrowski: Tolles Geld – Regie: Hans-Georg Rudolph (Städtische Bühnen Halle)
- 1947: Hans Adler/Alexander Steinbrecher: Meine Nichte Susanne (Frau Oralin)  – Regie: Hans-Georg Rudolph (Städtische Bühnen Halle – Kammerspiele)
- 1948: Friedrich Wolf: Wie Tiere des Waldes (die Olch) – Regie: Gerhard Overhoff (Landestheater Halle)
- 1949: George Bernard Shaw: Pygmalion – Regie: Herbert Schneider (Landestheater Halle – Kammerspiele)
- 1949: Friedrich Schiller: Kabale und Liebe – Regie: Hans-Georg Rudolph (Städtische Bühnen Halle – Thalia-Theater)
- 1949: William Shakespeare: Macbeth – Regie: Hans-Georg Rudolph (Städtische Bühnen Halle – Thalia-Theater)
- 1953: Ferdinand May: Aufstand des Babeuf (Mutter Monnard) – Regie: Fritz Wendel (Landestheater Halle – Theater des Friedens)
- 1954: Leonid Rachmanow: Stürmischer Lebensabend (Frau Poleshajewa) – Regie: Gotthard Müller (Landestheater Halle – Theater des Friedens)
- 1954: Johann Wolfgang von Goethe: Faust. Eine Tragödie (Marthe) – Regie: Theo Modes (Landestheater Halle – Theater des Friedens)
- 1954: Friedrich Schiller: Die Jungfrau von Orleans – Regie: Josef van Santen (Landestheater Halle – Theater des Friedens)
- 1957: Horia Lovinescu: Die Zitadelle (Großmutter) – Regie: Kurt Rabe (Hans Otto Theater Potsdam)
- 1957: Maxim Gorki: Jegor Bulytschow und andere – Regie: Richard Weimar (Landestheater Halle)
- 1959: Friedrich Schiller: Wilhelm Tell – Regie: Gotthard Müller (Landestheater Halle)
- 1961: Ferdinand Bruckner: Elisabeth von England (Elisabeth) – Regie: Gotthard Müller (Landestheater Halle – Theater des Friedens)
- 1964: Bertolt Brecht: Die Rundköpfe und die Spitzköpfe (Oberin) – Regie: Kurt Veth (Landestheater Halle – Theater des Friedens)
- 1968: Henrik Ibsen: Gespenster (Helene Alving) – Regie: ? (Landestheater Halle – Theater des Friedens)

## Hörspiele
- 1951: Pierre Augustin Caron de Beaumarchais: Der tolle Tag oder Die Hochzeit des Figaro (Marceline) – Regie: Werner Wieland (Hörspiel – MDR)
- 1954: Molière: Der Bürger als Edelmann (Frau Jourdain) – Regie: Kurt Jung-Alsen (Hörspiel – Rundfunk der DDR)

## Ehrungen
- 1964: Clara-Zetkin-Medaille[3]
- 1968: Ehrenmitglied des Landestheaters Halle[4]
- Kunstpreis der Stadt Halle[5]
- In Halle-Böllberg/Wörmlitz gibt es einen Gertrud-Bergmann-Weg